# NGC 3230
NGC 3230 (również PGC 30463 lub UGC 5624) – galaktyka soczewkowata (S0), znajdująca się w gwiazdozbiorze Lwa. Odkrył ją John Herschel 24 marca 1830 roku.